# Abierto Internacional Varonil Club Casablanca 2008
L'Abierto Internacional Varonil Club Casablanca 2008 è stato un torneo di tennis facente parte della categoria ATP Challenger Series nell'ambito dell'ATP Challenger Series 2008. Il torneo si è giocato a Città del Messico in Messico dal 14 al 20 aprile 2008 su campi in cemento e aveva un montepremi di $35 000+H.

## Vincitori

### Singolare
Dawid Olejniczak ha battuto in finale  Sam Warburg con il punteggio di 6–4 6–3

### Doppio
Carsten Balli /  Robert Smeets hanno battuto in finale  Neil Bamfordi /  Joshua Goodall con il punteggio di 6(5)–7 6–4 [10–3]